# Organic Maps
Organic Maps è un'applicazione di navigazione libera e open source che utilizza i dati di OpenStreetMap. L'app è progettata per funzionare offline, consentendo agli utenti di scaricare mappe per utilizzarle senza una connessione ad internet. Una delle caratteristiche di Organic Maps è il focus che pone sulla tutela della privacy, in quanto non traccia la posizione degli utenti né raccoglie dati personali.

## Caratteristiche

### Privacy
Organic Maps protegge la privacy degli utenti. Non raccoglie dati personali né traccia le posizioni degli utenti.

### Mappe offline
Organic Maps funziona completamente offline e consente agli utenti di scaricare le mappe in locale prima del loro utilizzo. Dopo aver scaricato le mappe, la navigazione, la ricerca e la pianificazione del percorso funzionano anche senza una connessione internet. L'app offre mappe offline del mondo, tra cui percorsi ciclabili, sentieri escursionistici, percorsi pedonali, curve di livello, profili di elevazione, picchi e pendii.

### Basso consumo della batteria
L'app è progettata per consumare il meno possibile la batteria del dispositivo durante la navigazione.

### Navigazione
Organic Maps offre la navigazione per varie attività, tra le quali escursionismo, ciclismo, guida con autoveicoli e linee del trasporto pubblico. Supporta la navigazione passo-passo con guida vocale. Consente inoltre agli utenti di cercare informazioni sulla mappa e di aggiungere segnalibri, salvando luoghi preferiti.

## Dati OpenStreetMap
Organic Maps utilizza le informazioni di OpenStreetMap, utilizzando i suoi dati cartografici ottenuti tramite crowdsourcing. Qualsiasi utente può aggiornare le mappe, consentendo all'app di essere aggiornata sul momento. L'app include un editor in-app che consente agli utenti di contribuire ad aggiornare la mappa, come attività commerciali e punti di riferimento.

## Storia
Organic Maps è stato sviluppato da Alexander Borsuk e Viktor Govako, già fondatori di Maps.me. Maps.me, distribuita originariamente nel 2011 come MapsWithMe, è diventato open source nel 2015. Nel 2021, Borsuk e Govako hanno forcato il codice di Maps.me per creare Organic Maps, concentrandosi su privacy e miglioramenti delle prestazioni. La prima versione pubblica di Organic Maps è stata resa disponibile negli app store nel giugno 2021.
Ad aprile 2025 alcuni membri della community hanno pubblicato una lettera aperta ai fondatori di Organic Maps per chiedere chiarimenti sulla gestione del progetto, sulla trasparenza finanziaria e sulla natura for-profit del progetto. Non avendo ricevuto risposte chiare ed esaustive i contributori hanno deciso di forcare l'applicazione formando un nuovo progetto, CoMaps, senza scopo di lucro incentrato sulla trasparenza, decisioni comunitarie, open source e focalizzato sulla privacy.

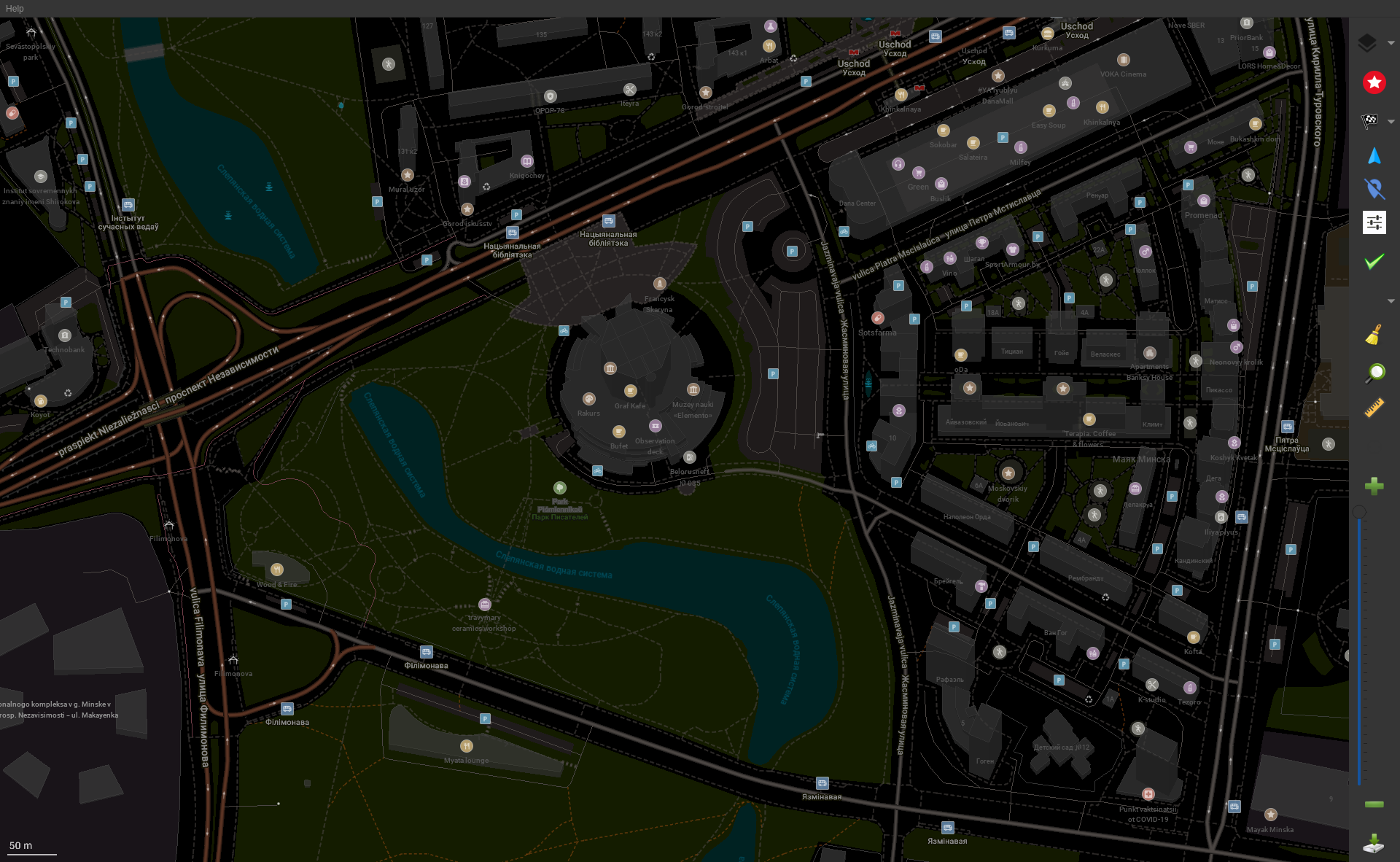
Screenshot di Organic Maps che mostra punti di interesse con la modalità scura abilitata su un sistema Linux